# ایلکا چیس
ایلکا چیس (انگلیسی: Ilka Chase; ۸ آوریل ۱۹۰۵ – ۱۵ فوریهٔ ۱۹۷۸) هنرپیشه و رمان‌نویس اهل ایالات متحده آمریکا بود.
از فیلم‌ها یا برنامه‌های تلویزیونی که وی در آن نقش داشته‌است می‌توان به ۱۱ یار اوشن، حالا، مسافر، و دمدمی مزاج اشاره کرد.